# Cybaeus eutypus
Espèce
Synonymes
- Cybaeus janus Chamberlin & Ivie, 1942

Cybaeus eutypus est une espèce d'araignées aranéomorphes de la famille des Cybaeidae.

## Distribution
Cette espèce se rencontre aux États-Unis en Oregon et au Washington et au Canada en Colombie-Britannique,.

## Description
Le mâle mesure 8,0 mm et la femelle 9,0 mm.

## Publication originale
- Chamberlin & Ivie, 1932 : A review of the North American spiders of the genera Cybaeus and Cybaeina. Bulletin of the University of Utah, vol. 23, no 2, p. 1-43.